# Larry Mullen Jr.

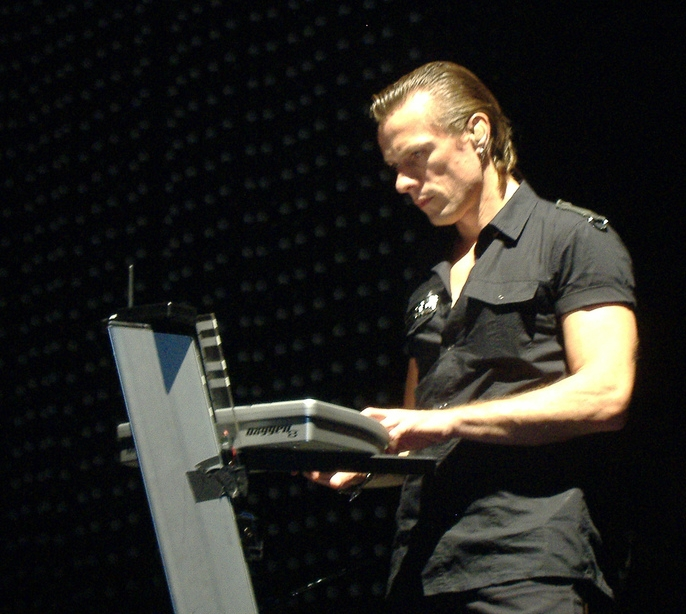
Larry Mullen Jr.

Larry Mullen Jr. (n. 31 octombrie 1961, Artane, Dublin, Irlanda) este bateristul trupei irlandeze de rock U2.  Este fondatorul acestei formații, cunoscută la începuturile ei sub numele de "The Larry Mullen Band".

## Copilăria
Este al doilea copil al lui Maureen și Larry Mullen.
A început să cânte la pian la 8 ani, dar după un an s-a decis că-i place mai mult bateria. Sora lui mai mare Cecilia i-a cumpărat primul set de tobe în 1973. A luat lecții mai întâi cu Joe Bonnie și mai târziu cu fiica acestuia, Monica. S-a alăturat grupului "The Artane Boys Band", dar din cauza regulii lor referitoare la lungimea părului l-a părăsit repede.

## Cariera
Datorită tatălui său a obținut un loc în Post Office Workers Union Band, cântând la târguri și diferite concerte în toată țara. Era elev la Mount Temple când s-a hotărât să-și înființeze propria trupă. Atunci a pus celebrul anunț la panoul liceului, în căutare de muzicieni.
Deoarece la început progresul trupei era lent, Larry și-a luat o slujbă de curier. Din cauza acestei slujbe întârzia mereu la repetițiile trupei "Larry Mullen Band", așa cum îi plăcea s-o numească. Preocupat în aceeași măsură de spiritualitate, cu toate că era catolic s-a alăturat și el lui Bono și The Edge în Shalom Christian Group.
Ca toboșar al grupului Larry a avut și el partea sa de probleme. În martie 1985 înaintea unui show în San Francisco a fost spitalizat de urgență datorită unei dureri acute la mâna stângă. A fost diagnosticat cu tendinită și ar fi trebuit să nu mai cânte câteva săptămâni. Dar el a purtat un plasture special, a luat calmante și a cântat tot restul turneului. Acum folosește bețe cu un design special.
Larry este un mare fan al muzicii country&western. Această influență se simte cel mai bine în documentarul Joshua Tree, Outside it's America. Este și un mare fan al lui Elvis Presley. În documentarul Rattle&Hum vizitează Graceland și chiar se suie pe una din motocicletele lui Elvis. Motocicletele și în special Harley Davidson sunt o altă mare pasiune a sa.
A fost premiat la Irish Rock Music Awards la Dublin în 1997 cu premiul Rory Gallager Musician Award.
În cadrul grupului este și cel care hotărăște ce materiale promoționale se vând în cadrul unui turneu. Este cel mai retras dintre cei patru, fiind foarte discret în privința vieții particulare. Dar nu se dă înapoi de la un concurs de karaoke și face tot timpul glume membrilor echipei.
Nu este căsătorit, dar o are ca parteneră de viață pe Ann Acheson de peste 20 de ani, cu care are un fiu Elvis Aaron Mullen, o fiică, Ava și încă un fiu născut în februarie 2001.